# Famille Guillet de La Brosse
Pour les articles homonymes, voir Guillet et La Brosse.
La famille Guillet de La Brosse est une famille d'ancienne bourgeoisie française, dont une branche acquit une charge anoblissante de conseiller-secrétaire du roi en la chancellerie près le parlement de Bretagne en 1786.
Originaire de Laval (Mayenne), puis établie à Vitré (Ille-et-Vilaine), et enfin à Nantes vers 1730, elle devint l'une des dynasties industrielles et commerciales nantaises des XVIIIe et XIXe siècles dans le secteur de la construction et de l'armement navals.

## Historique
La famille Guillet de La Brosse, originaire de Laval, s'établit à Vitré vers 1680, puis se fixa à Nantes vers 1730.
Elle remonte sa filiation suivie à noble homme René Guillet (1653-1724), sieur de La Brosse, originaire de Laval dans le comté de Laval, conseiller du roi et receveur général des consignations en la baronnie de Vitré en 1693, greffier des eaux et forêts, trésorier-payeur et garde des archives de la baronnie de Vitré, marié en 1682 à Vitré à Perrine Razeau,. Leur fils, Joseph Guillet de la Brosse (1687-1762), négociant et armateur à Nantes à partir de 1730, avait épousé en 1724 à Vitré Angélique Paule Lefebvre.
La terre de la Brosse était située dans la baronnie de Rieux. En 1547, Guyonne de Rieux (née Renée de Rieux) devint comtesse de Laval et baronne de Vitré, ce qui favorisa peut-être le passage ultérieur des Guillet de Laval vers Vitré.
En décembre 1786, François Louis Guillet de La Brosse (1742-1826), auteur de la branche cadette, capitaine aide-major aux milices de Saint-Domingue, fut pourvu, moyennant 92 400 livres, d'une charge anoblissante de conseiller-secrétaire du roi en la chancellerie près le parlement de Bretagne, charge pour laquelle il était toujours en fonction le 23 juin 1790,.
Pierre-Marie Dioudonnat et E. de Séréville et F. de Saint-Simon classent cette famille parmi les familles de noblesse inachevée.
Régis Valette la recense parmi les 3 092 familles subsistantes de noblesse française en 2007.
Les auteurs de l'ouvrage "La Noblesse des derniers Conseillers-Secrétaires du Roi (1770-1790)" (2022) indiquent que cette famille est à considérer comme une famille subsistante de la noblesse française de par le fait que le secrétaire du roi était toujours en charge, donc noble, lors de l'abolition de la noblesse le 23 juin 1790, ainsi il retrouva sa noblesse par la Charte de 1814 indiquant que "La Noblesse Ancienne reprend ses titres".
La famille Guillet de La Brosse est mentionnée comme étant une des 350 familles de la noblesse bretonne subsistantes au début du XXIe siècle sur le site de l'Association de la noblesse bretonne (ANB).

## Liens de filiation entre les personnalités notoires
- René Guillet sieur de La Brosse (1653-1724), conseiller du roi et receveur général des consignations en la baronnie de Vitré en 1693, greffier des eaux et forêts, trésorier-payeur et garde des archives de la baronnie de Vitré. Marié en 1682 à Perrine Razeau[2],[3].
  - Joseph René Guillet de La Brosse (1687-1762), négociant et armateur nantais, conseiller d'honneur au présidial de Nantes. Il épouse Angélique Le Febvre de la Grange en 1724[2],[4].
    - Paul Guillet de La Brosse (1727-1793), prêtre, curé de Drain (Maine-et-Loire), victime de la Révolution française, victime des noyades ordonnées par Jean-Baptiste Carrier à Nantes, avec 83 autres prêtres réfractaires dans la nuit du 16 au 17 novembre 1793[9].
    - Michel Guillet de La Brosse 1740-1796 épouse Elisabeth de Grimaud.
      - Michel Guillet de La Brosse (1775-1847), armateur à Nantes, député de la Loire-Atlantique à la Chambre des Cent-Jours[10]
      - Joseph Guillet de La Brosse (1783-1876) épouse Marie Elisabeth Eugénie Haëntjens (1791-1860).
        - François Joseph Félix Guillet de La Brosse (1819-1908), armateur et raffineur nantais[11]. Il épouse Estelle Labruère du Coudray.
          - Eugène Guillet de La Brosse (1857-1939), école polytechnique (promotion 1876), ingénieur des mines (promotion 1879)[12], industriel, militant du catholicisme social, pionnier des caisses de prévoyance et d’allocations familiales, chevalier de la Légion d'honneur (1908)[13].
            - Paul Guillet de La Brosse (1892-1955) épouse Suzanne Élisabeth Caroline Dufour (1889-1979).
              - François Régis Marie Eugène Guillet de La Brosse (1921-1999) épouse Pascaline Jacqueline Franchomme.
                - François Guillet de La Brosse dit François de La Brosse (1950), publicitaire.
                - Thierry Guillet de la Brosse dit Thierry de La Brosse (1955-2010), homme d'affaires et chef d'entreprise.

    - François Louis Guillet de La Brosse (1742-1826), capitaine aide-major du bataillon des milices de Limonade à Saint-Domingue[14]. Il fut pourvu en 1786, moyennant 92 400 livres, d'une charge anoblissante de conseiller-secrétaire du roi en la chancellerie près le parlement de Bretagne. Marié en 1783 à Marie-Flore Thiercelin, il est l'auteur de la branche cadette[2],[6].
      - Julien Guillet de La Brosse (1784-1843), maire d'Orvault de 1830 à 1840. Il épouse Victoire Bénigne Palierne.
        - Louis Guillet de La Brosse (1822-1882), maire d'Orvault de 1848 à 1882, conseiller général de la Loire-Atlantique[15]. Il épouse Alix Genevois.
          - Louis Guillet de La Brosse (1854-1931), maire d'Orvault de 1882 à 1900.

        - Augustin Guillet de La Brosse (1786-1856) épouse Camille Babin-Chevaye.
          - Auguste Guillet de La Brosse (1833-1870), zouave pontifical, tué à l'ennemi le 9 octobre 1870 à Cercottes (Loiret)[16].
          - Jules Guillet de La Brosse, maire de Sainte-Pazanne de 1878 à 1881.
          - Gustave Guillet de La Brosse (1843-1906), conseiller général de la Loire-Atlantique (canton de La Chapelle-sur-Erdre) de 1874 à 1882.
          - Alfred Guillet de La Brosse (1845-1910), maire d'Orvault de 1900 à 1910.
          - Hippolyte Guillet de La Brosse (1849-1870), zouave pontifical, tué à l'ennemi le 2 décembre 1870 à Patay (Loiret)[17]

        - Camille Guillet de La Brosse (1835-1899) épouse Adèle Goullin.
          - Camille Guillet de La Brosse (1860-1911) épouse Lucie Marie Anna Bureau.
            - Bernard Guillet de La Brosse (1888-1963) épouse Cécile Bernard de Courville.
              - Jean-Bernard Guillet de La Brosse (1922-2019), maire de Dirinon de 1983 à 1995.

            - Alain Olivier Guilletde la Brosse (1901-1995) épouse Madeleine Anne Marie Bardoul (sœur d'Emerand Bardoul).
              - Gonzague Guillet de La Brosse, maire de Sainte-Pazanne de 1977 à 1995.

        - Alfred Guillet de La Brosse (1845-1910) épouse sa cousine Alix Guillet de La Brosse.
          - Alfred Guillet de La Brosse (1873-1941), lieutenant-colonel de cavalerie, diplômé de l'école spéciale militaire de Saint-Cyr promotion du Siam (1892-1894), Président de la Croix-Rouge française de Nantes et vice-président de la Fédération des courses de Bretagne, officier de la Légion d'honneur (1928)[18].
          - Gilbert Guillet de La Brosse (1880- ) épouse sa cousine Simone Louise Marie Guillet de La Brosse.
            - Gilbert Guillet de La Brosse (-2013), maire de Moncontour de 1953 à 1989.

          - Guy Guillet de La Brosse, maire de Bois-de-Céné de 1971 à 1992.
          - René Guillet de La Brosse (1889-1916), ancien élève ingénieur des arts et métiers, école centrale Paris (promotion 1909)[réf. nécessaire], sous-lieutenant d'aviation (observateur), mort pour la France le 22 août 1916 à Frise dans la Somme, chevalier de la Légion d'honneur (1916), décoré de la croix de guerre avec palme, cité à l'ordre de l'armée[19].
          - Hubert Guillet de La Brosse (1893- ) épouse Nicole de L'Estoile.
            - Éliane Guillet de La Brosse, adjointe au maire de Toulon, conseiller général du Var (élue du canton de Toulon-6 de 1994 à 2001). Elle épouse son cousin Marc Guillet de La Brosse.

## Châteaux et demeures
- Château de Gesvres
- Château d'Ardennes
- Château des Dervallières
- Château de la Droitière
- Château de la Gérardière
- Château de la Bralière
- Château du Plessis (Orvault)
- Château du Loret
- Château de La Louisian
- Château de l'Ile Chauvet
- Château de L'Hôpitau
- Château du Pas du Houx
- Château de Brocéliande

## Armes
- Armes portées jusqu'en 1786, d'après l'Armorial général de France, de Charles d'Hozier :
  - D'azur au chevron d'or, accompagné en pointe d'une gerbe de blé de même.
- Selon Ludovic Drigon de Magny[20] :
  - D'azur au sautoir d'argent, accompagné en chef d'une fleur de lys d'or, au flanc de deux étoiles d'or, et en pointe d'un tiercelet aussi d'or.
- Branche cadette (secrétaire du roi en 1786)[20],[2],[6] :
  - D'azur au sautoir d'argent, accompagné en chef d'un croissant d'argent, au flanc de deux étoiles d'or, et en pointe d'un tiercelet aussi d'or.
  - L'Écu timbré d'un casque de profil orné de ses lambrequins d'or et d'azur et d'argent.

## Alliances
Les principales alliances de la famille Guillet de La Brosse sont : Razeau (1682), Le Febvre (1724), Guihéry des Landelles (1743), de Grimaud (1774), de Thiercelin (1783), Libault de La Haye (1799), Haëntjens (1818, 1981 & 1988), Magnier de Maisonneuve (1820), Le Goüais (1823 et 1932), Levesque du Rostu (1828), de La Rochefoucauld (1839), Babin-Chevaye (1831), Arnous-Rivière (1834 & 1892), Genevois (1850), Chaulmet (1855), Labruère du Coudray (1856), Goullin (1860), Claveau (1871), Bureau (1885), Buffet (1885), Levesque (1887), Fouquet de Lusigneul (1889), Brosset-Heckel (1915), Amélineau (1915), Riou du Cosquer (1918 & 1942), Bernard de Courville (1919 & 1965), Putecotte de Renéville (1922), de Freslon de La Freslonnière (1925, 1954 & 1985), Allard de Grandmaison (1928), Le Forestier de Quillien (1948 &1988), de Bodman (1950), de La Brosse (1955), Le Rouge de Guerdavid (1955), de l'Épine (1962), de Berranger (1962), Guillotou de Kéréver (1967), Hervé du Penhoat (1973), de Morell d'Aubigny d'Assy (1977), de Roquefeuil (1979), Galouzeau de Villepin (1979 & 1982), de Colnet (1987), du Cos de La Hitte (1997), Gardey de Soos (2017), d'Andigné, Guyon de Montlivault, Burrus.

## Hommages
- Rue Guillet de La Brosse, à Nantes.